# Xylomeira tridens
Xylomeira tridens är en skalbaggsart som först beskrevs av Fabricius 1792.  Xylomeira tridens ingår i släktet Xylomeira och familjen kapuschongbaggar. Inga underarter finns listade i Catalogue of Life.

## Bildgalleri

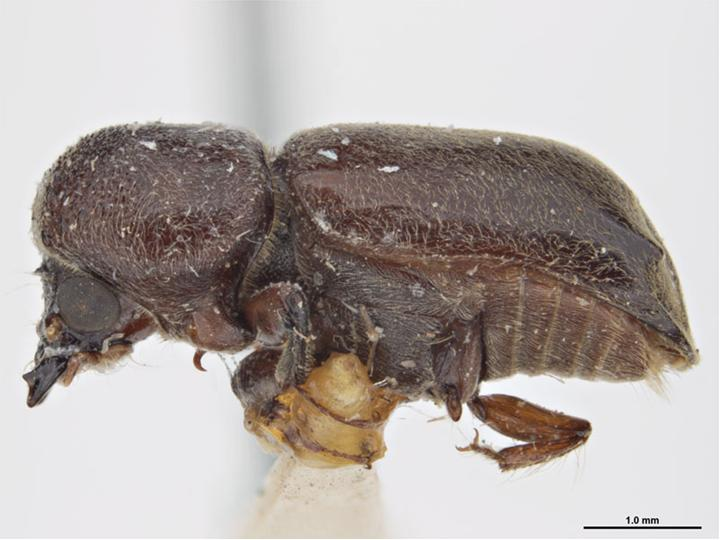